# Salvador Mestres
Salvador Mestres Palmeta (Villanueva y Geltrú, Barcelona, 3 de diciembre de 1910-Barcelona, 2 de marzo de 1975) fue un autor de historietas e ilustrador español, que trabajó también en el cine de animación.
Mestres colaboró en numerosas revistas de tebeo durante los años 30, especialmente en las pertenecientes a la editorial El Gato Negro (la antecesora de Bruguera), como Pulgarcito y Shirley Temple. Para la primera realizó en 1936 la historieta del oeste Tom Relámpago; para la segunda, la serie de piratas El tesoro maldito (también en 1936), y la policiaca Mae Blond, la mujer fantasma (1937). Para los personajes de estas series se inspiró en actores cinematográficos: Mae Blond tiene los rasgos de Marlene Dietrich,y el Enemigo Público N.º! de Clark Gable. En la misma revista publicó también series humorísticas, como Shirley Temple y Stanley y su Pandilla, adaptaciones al cómic de personajes fílmicos de enorme éxito en la época.
Para la revista Aventuras dibujó, en esos mismos años, dos series: El Héroe Público Nº1 contra el Enemigo Público Nº1 y Gong! (ambas de 1936). Para la revista Camaradas, surgida tras el estallido de la guerra civil española, realizó en 1937 Aventuras de tres lanceros bengalíes y la serie de ciencia ficción Guerra en la estratosfera, considerada una de sus mejores obras en lo que se refiere al grafismo. 
Tras el final de la guerra, Mestres no abandonó la historieta. Publicó varios cuadernillos de aventuras, entre los que destacan El Capitán Cobra (1948), El Diablo Negro (1948) y Aventuras de Guerra (1951).
Colaboró también en las revistas Xut!, Pocholo y TBO.
A comienzos de los años 40, desarrolló también una importante labor como director y guionista de cortos de animación para la compañía Hispano Grafic Films, entre los que destacan El diablo oportuno (1940), Pulgarcito (1942) o La isla mágica (1942). Hacia 1950 diseñó varios proyectores de juguete, comercializados por Novedades Poch, de Barcelona, como el Cine Micro, que proyectaba dibujos suyos y de Alfons Figueras. 